# Ammertenhorn
Das Ammertenhorn oder auch Ammertehore ist ein 2665 m ü. M. hoher Berg im ehemaligen Amtsbezirk Obersimmental im Kanton Bern. Er gehört verwaltungstechnisch zum Verwaltungskreis Frutigen-Niedersimmental. Das Ammertenhorn bildet einen westlichen Ausläufer des Wildstrubels und wird der Gebirgsgruppe Berner Alpen (Westalpen) zugerechnet.

## Name und Zugang
Ammertenhorn ist die schriftdeutsche Bezeichnung, Ammertehore die schweizerdeutsche. Der Aufstieg zum Ammertenhorn ist von Südosten vor der Kulisse des Wildstrubelnordcouloirs möglich.

### Ähnliche Namen
- Ammertenpass
- Ammertetäli
- Ammertenspitz[5]
- Ammertenbach, Ammertengrat[6]
- Ammertengletscher

## Höhe
Der höhere Gipfel ist der Ostgipfel mit einer Höhe von 2665 m ü. M., der Westgipfel, der die markanten, bis zu 1000 Meter hohen Wandbildungen der  Nordwest- und Westwand abschliesst, erreicht 2653 m ü. M.